# Никольское (Некрасовский район)
Никольское — село в Некрасовском районе Ярославской области России. 
В рамках организации местного самоуправления входит в сельское поселение Бурмакино, в рамках административно-территориального устройства является центром Никольского сельского округа.

## География
Расположено в 31 километре к юго-востоку от центра города Ярославля.
В 10 км к юго-западу от села находится рабочий посёлок Бурмакино.

## История
В 1627 - 1629 годах "село Никольское Стрельница, боярина Бориса Михайловича Салтыкова вотчина, дана ему за царя Василья Ивановича всея России за Московское осадное сиденье, а в селе церковь во имя Николы чудотворца, да другая церковь Пречистыя Богородицы Одигитрии, древяны, в церквах образы и книги и все церковное строенье вотчинниково, у церкви поп Богдан, дьячек, понамарь, просфирница, да шесть келей нищих, питаются от церкви Божией. Церковные пашни паханые сорок восемь четвертей середние земли". Начало строительства каменной Николаевской церкви с колокольней относится к 1782 году, а окончена и освящена теплая церковь 7 декабря 1788 года, холодная — 7 декабря 1794 года. Построена на средства графа Гавриила Ивановича Головкина при участии прихожан. Церковь была обнесена каменной оградой, внутри которой приходское кладбище. Престолов было два: в теплой в честь Николая Чудотворца, в холодной в честь Смоленской иконы Божией Матери.
В конце XIX — начале XX века село являлось центом Никольской волости Нерехтского уезда Костромской губернии, с 1918 года — Иваново-Вознесенской губернии.
С 1929 года село являлось центром Никольского сельсовета Нерехтского района, с 1944 года — в составе Бурмакинского района, с 1959 года — в составе Некрасовского района, с 2005 года — в составе сельского поселения Бурмакино.

## Население
| 1872 | 1897 | 2002 | 2007 | 2010 |
| ---- | ---- | ---- | ---- | ---- |
| 779  | ↘562 | ↘436 | ↗456 | ↘407 |

Согласно результатам переписи 2002 года, в национальной структуре населения русские составляли 98 % из 436 жителей.

## Инфраструктура
В селе имеются Никольская седняя общеобразовательная школа (новое здание построено в 1983 году), дом культуры, медицинский пункт, магазин, отделение почтовой связи.

## Достопримечательности
В селе находится церковь Николая Чудотворца (1782 год).